# He Ying
He Ying (chinesisch 何影, Pinyin Hé Yǐng; * 17. April 1977 in der Provinz Jilin) ist eine ehemalige chinesische Bogenschützin.

## Karriere
He Ying nahm an drei Olympischen Spielen teil: bei den Olympischen Sommerspielen 1996 in Atlanta belegte He im Einzel hinter Kim Kyung-wook den zweiten Platz und erhielt somit die Silbermedaille. Die Mannschaftskonkurrenz beendete sie auf Rang sechs. Vier Jahre darauf bei den Spielen in Sydney die beendete sie die Einzelkonkurrenz auf dem zehnten und den Mannschaftswettbewerb abermals auf dem sechsten Rang. Bei den Olympischen Spielen 2004 in Athen wurde sie Achte im Einzel, während sie mit der Mannschaft das Finale erreichte und in diesem Südkorea mit 240:241 knapp unterlag. He gewann bei Weltmeisterschaften 1999 in Riom zunächst Silber mit der Mannschaft, ehe ihr 2001 in Peking der Titelgewinn in dieser Disziplin gelang. Auch bei Asienspielen gewann He jeweils eine Gold- und eine Silbermedaille mit der Mannschaft: Bei den Asienspielen 1994 in Hiroshima blieben die Chinesinnen siegreich, während sie sich 1998 in Bangkok den Südkoreanerinnen geschlagen geben mussten.